# 紫花八宝
紫花八宝（学名：Hylotelephium mingjinianum），为景天科八宝属下的一个种。

## 扩展阅读
維基物種上的相關：紫花八宝